# جنجال زیست‌کاوی مایا آی‌سی‌بی‌جی
جنجال زیست‌کاوی مایا آی‌سی‌بی‌جی یا جنجال اکتشاف زیستی مایا ICBG در سال‌های ۱۹۹۹–۲۰۰۰ رخ داد، زمانی که گروه بین‌المللی همکاری تنوع زیستی به رهبری دکتر برنت برلین، زیست‌شناس قومی، توسط چندین سازمان مردم‌نهاد و سازمان‌های بومی به مشارکت در اشکال غیراخلاقی اکتشاف زیستی (دزدی زیستی) متهم شد. هدف ICBG مستندسازی تنوع زیستی چیاپاس، مکزیک و دانش قوم‌گیاه‌شناسی مردم مایا بود - تا مشخص شود که آیا امکان توسعه محصولات پزشکی بر اساس گیاهان مورد استفاده گروه‌های بومی وجود دارد یا خیر.
اگرچه این پروژه اقدامات احتیاطی زیادی را برای رعایت اصول اخلاقی در برخورد با گروه‌های بومی انجام داده بود، اما این پروژه به دلیل روش‌های مورد استفاده برای کسب رضایت آگاهانه قبلی، مورد انتقاد شدید قرار گرفت. منتقدان، از جمله، استدلال می‌کردند که این پروژه، راهبردی برای کسب رضایت آگاهانه از کل جامعه‌ای که به گفته آنها دانش قوم‌گیاه‌شناسی به آن تعلق دارد و کسانی که به گفته آنها تحت تأثیر تجاری‌سازی آن قرار خواهند گرفت، تدوین نکرده است. مدیران پروژه استدلال کردند که این دانش به درستی باید بخشی از حوزه عمومی در نظر گرفته شود و بنابراین برای تجاری‌سازی باز است، و استدلال کردند که آنها از بهترین شیوه‌های تثبیت‌شده رفتار اخلاقی در تحقیقات، مو به مو پیروی کرده‌اند. پس از یک بحث عمومی که در رسانه‌ها و سرورهای لیست اینترنتی انجام شد، شرکای پروژه کنار کشیدند و ICBG در سال ۲۰۰۱، دو سال پس از پنج سال بودجه اختصاص داده شده، تعطیل شد.
پروندهٔ مایا ICBG از اولین مواردی بود که توجه را به مشکلات تمایز بین اشکال بی‌خطر اکتشاف زیستی و سرقت زیستی غیراخلاقی، و به دشواری‌های جلب مشارکت جامعه و رضایت آگاهانهٔ پیشین برای کاوشگران زیستی بالقوه جلب کرد.

## رویدادها

### پیشینه
در سال ۱۹۹۳، مؤسسه ملی بهداشت، بنیاد ملی علوم و آژانس توسعه بین‌المللی نمایندگی ایالات متحده آمریکا برای انکشاف بین‌المللی برنامه گروه بین‌المللی همکاری تنوع زیستی (ICBG) را برای ترویج تحقیقات مشترک در مورد تنوع زیستی بین دانشگاه‌های آمریکایی و مؤسسات تحقیقاتی در کشورهایی که منابع ژنتیکی منحصر به فردی در قالب تنوع زیستی دارند، تأسیس کردند. هدف اصلی این برنامه، بهره‌مندی جامعه میزبان و جامعه علمی جهانی از طریق کشف و تحقیق در مورد امکانات راه‌حل‌های جدید برای مشکلات سلامت انسان بر اساس منابع ژنتیکی در گذشته کشف نشده بود؛ بنابراین، این سازمان در پی حفظ تنوع زیستی و ترویج، تشویق و حمایت از شیوه‌های پایدار استفاده از منابع زیستی در کشورهای جنوب جهان است. پروژه‌ها توسط محققان اصلی آغاز می‌شوند که برای یک دوره پنج ساله بودجه درخواست می‌دهند و شرایط همکاری را تعیین می‌کنند.

### مایا آی‌سی‌بی‌جی
در سال ۱۹۹۸، برنت برلین، گیاه‌شناس قوم‌شناس مشهور، و همسرش، دکتر الوئیز ای. برلین، یک گروه بین‌المللی تنوع زیستی تعاونی - ICGB مایا - تأسیس کردند.
این گروه به عنوان یک همکاری مشترک در زمینه زیست‌کاوشگری و تحقیقات بین دانشگاه جورجیا، جایی که برلینی‌ها در آن مشغول به کار بودند، (دانشگاهی در چیاپاس)، و یک سازمان مردم‌نهاد تازه تأسیس به نام پرومایا که قرار بود نماینده مایاهای بومی چیاپاس باشد، در نظر گرفته شده بود. دو محقق اصلی بیش از ۴۰ سال در مستندسازی و توصیف دانش گیاه‌شناسی قومی و دارویی مایاهای تزلتال در منطقه چیاپاس فعالیت کرده بودند.
هدف از این پروژه جمع‌آوری و مستندسازی دانش گیاه‌شناسی قومی مردم مایا در چیاپاس، یکی از نقاط مهم تنوع زیستی جهان، بود.

### پرومایا
سازمان مردم‌نهاد پرومایا (پرومایا) به عنوان بنیادی تأسیس شد که می‌توانست درصدی از سود حاصل از هرگونه محصول قابل فروش حاصل از تحقیقات را دریافت کند، و همچنین از حقوق مربوط به کاربردهای دانش بومی بهره‌مند شود. به این ترتیب، پرومایا نمایانگر ارادهٔ پروژه برای رعایت استانداردهای اخلاقی معتبر و به اشتراک گذاشتن حقوق و مزایا با دارندگان اصلی دانش دارویی بود. برلین این سازمان مردم‌نهاد را با کمک ۳۰٬۰۰۰ دلار، پولی که شخصاً به عنوان جایزه برای تحقیقاتش دریافت کرده بود، تأسیس کرد. توافق‌نامهٔ سهم سود حاصل از این پروژه، اکثریت سود را به شرکت داروسازی ولزی، حدود ۱۲ تا ۱۵ درصد را به دانشگاه جورجیا و ۲ تا ۵ درصد را به سازمان مردم‌نهاد پرومایا اختصاص داده بود. طرح این بود که جوامع مایا بتوانند از آن پس درخواست کمک‌های مالی از سازمان مردم‌نهاد کنند تا برای توسعه جامعه استفاده شود.

### کمپین اطلاع‌رسانی
این پروژه با یک کمپین اطلاعاتی آغاز شد که جوامع مایا را که مایل به همکاری با آنها بودند، هدف قرار می‌داد. آنها با استفاده از رسانه تئاتر، اهداف و مقاصد پروژه را به مایاها ارائه دادند. مرحله اطلاعات، بخش حیاتی تلاش پروژه برای کسب رضایت آگاهانه قبلی از اعضای جوامع شرکت‌کننده بود. این پروژه تصمیم آگاهانه‌ای گرفت که اطلاعاتی در مورد احتمال سودآوری نهایی از دانش جمع‌آوری‌شده یا اطلاعاتی در مورد چگونگی تقسیم مزایای بالقوه بین آنها را شامل نشود، زیرا حدس می‌زد که احتمال وقوع این اتفاق آنقدر کم است که بهتر است این موضوع در صورت بروز، در زمان مناسب مطرح شود. این تصمیم بعداً مورد انتقاد مهم فعالانی قرار گرفت که ادعا می‌کردند رضایت آگاهانه قبلی اخذ نشده است.

### جنجال
این پروژه اندکی پس از آغاز، مورد انتقاد شدید فعالان بومی و روشنفکران مکزیکی قرار گرفت که این سؤال را مطرح می‌کردند که چگونه دانش به دست آمده از افراد مایا می‌تواند توسط محققان یا شرکت‌های داروسازی خارجی به ثبت برسد، چگونه سازمان مردم‌نهاد پرومایا که توسط برلینی‌ها و تحت کنترل آنها تأسیس شده است، می‌تواند نماینده جوامع مختلف مایا در چیاپاس تلقی شود، و چگونه ممکن است دانشی که دارایی جمعی مردم مایا بوده است، بدون رضایت قبلی هر یک از دارندگان اولیه دانش، ناگهان خصوصی شود. از جمله سرسخت‌ترین مخالفان این پروژه، می‌توان به رافی، یک سازمان مردم‌نهاد کانادایی، و کامپیتش، سازمانی متشکل از درمانگران بومی، اشاره کرد. بخش زیادی از این انتقادات در سرورهای لیست و انجمن‌های اینترنتی منتشر شد.
برلینی‌ها استدلال کردند که تأسیس سازمان مردم‌نهاد تنها راه ممکن برای مدیریت تقسیم منافع با جامعه و کسب رضایت آگاهانه قبلی است و از آنجایی که دانش سنتی در میان مایاها در حوزه عمومی قرار داشت، هیچ فرد مایایی نمی‌توانست انتظار پاداش داشته باشد. با افزایش تنش‌ها،شریک مکزیکی دانشگاه مستقل ملی مکزیک حمایت خود را از این پروژه و بعداً مؤسسه ملی سلامت قطع کرد و باعث شد که این پروژه در سال ۲۰۰۱ - بدون اینکه بتواند هیچ نتیجه‌ای حاصل کند - تعطیل شود.

## اهمیت
هیچ‌کس به‌طور جدی تردید نداشت که برلین و ICBG بهترین نیات را برای رفتار اخلاقی داشتند، با این وجود، انتقادات جدی به نحوه برنامه‌ریزی و اجرای پروژه وجود دارد و فرضیاتی که این پروژه بر اساس آنها بنا شده بود، ساده‌لوحانه توصیف شده‌اند. پروندهٔ مایا ICBG از اولین مواردی بود که توجه را به مشکلات تمایز بین اکتشاف زیستی و سرقت زیستی و همچنین به دشواری‌های جلب مشارکت جامعه و رضایت آگاهانهٔ قبلی برای اکتشاف‌کنندگان زیستی جلب کرد.